# Rissoina histia
Rissoina histia är en snäckart som beskrevs av Bartsch 1915. Rissoina histia ingår i släktet Rissoina och familjen Rissoidae. Inga underarter finns listade i Catalogue of Life.